# Фокин, Валерий Владимирович
Вале́рий Влади́мирович Фо́кин (род. 28 февраля 1946, Москва) — советский и российский режиссёр театра и кино, актёр, театральный педагог. Президент Национального драматического театра России (Александринского театра).
Народный артист Российской Федерации (1996). Полный кавалер ордена «За заслуги перед Отечеством». Лауреат Государственной премии РСФСР имени Станиславского (1987) и трёх Государственных премий РФ (1994, 2000, 2003).

## Биография
Родился 28 февраля 1946 года в Москве.
В 1971 году окончил Театральное училище имени Б. В. Щукина (курс Б. Е. Захавы и М. Р. Тер-Захаровой).
С 1971 по 1985 годы — режиссёр МДТ «Современник». Параллельно с работой в «Современнике» ставил спектакли в других московских театрах: «Вечера на хуторе близ Диканьки» по Гоголю (ЦДТ, 1976), «С весной я вернусь к тебе» А. Н. Казанцева (студия О. П. Табакова, 1978), «Лица» М. А. Мишина (театр «Сатирикон», 1983).
С 1985 по 1991 годы возглавлял Московский драматический театр имени М. Н. Ермоловой.
В 1991 году стал художественным руководителем и генеральным директором Творческого центра им. Вс. Мейерхольда, с сентября 2011 года является Президентом ЦИМ.
С 2003 по 2024 год — художественный руководитель Александринского театра в Санкт-Петербурге. С 2024 года — президент.
Ставил спектакли в Польше, Венгрии, Германии, Швейцарии, Финляндии, США.
С января 2012 года член «Народного штаба» (по Москве) кандидата в президенты Владимира Путина. 6 февраля 2012 года был официально зарегистрирован как доверенное лицо кандидата в Президенты РФ и действующего премьер-министра Владимира Путина.
В марте 2014 года поддержал аннексию Крыма, подписал письмо президенту России Владимиру Путину в поддержку аннексии.

## Личная жизнь
Бывшая жена — актриса Ольга Барнет (1951—2021). Вместе учились в Щукинском училище. Студенческий брак, который продлился недолго.
Бывшая жена — приёмная дочь Зиновия Гердта Екатерина Правдина.
Сыновья Орест (род. 1978), Кирилл (род. 1995)
Внучки Татьяна (род. 2003) и Мария (род. 2005).

## Театральные работы

### Московский театр «Современник»
- 1971 — «Валентин и Валентина», по пьесе М. М. Рощина
- 1972 — «С любимыми не расставайтесь», по пьесе А. М. Володина
- 1973 — «Провинциальные анекдоты», по пьесе А. В. Вампилова
- 1974 — «Погода на завтра», по пьесе М. Ф. Шатрова (совместно с Г. Б. Волчек и И. Л. Райхельгаузом)
- 1974 — «Четыре капли», по пьесе В. Розова
- 1976 — «И пойду! И пойду!», композиция Ю. Ф. Карякина по произведениям Ф. М. Достоевского
- 1976 — «Не стреляйте в белых лебедей», по повести Б. Л. Васильева
- 1978 — «Гамлет», по пьесе В. Шекспира
- 1978 — «Монумент», по маленькому роману Э. Ветемаа
- 1979 — «Вкус черешни», по пьесе А. Осецкой (совместно с М. Я. Али-Хусейном)
- 1979 — «Мы не увидимся с тобой», по пьесе К. М. Симонова
- 1979 — «Поиск 891», по пьесе Ю. С. Семёнова (совместно с Г. Волчек и М. Али-Хусейном)
- 1980 — «Лоренцаччо», по пьесе А. дё Мюссе
- 1982 — «Любовь и голуби», по пьесе В. П. Гуркина
- 1983 — «Ревизор», по пьесе Н. В. Гоголя
- 1984 — «Риск», по пьесе В. П. Гуркина по мотивам романа О. М. Куваева «Территория» (совместно с Г. Б. Волчек)
- 1984 — «Кто боится Вирджинии Вулф?», по пьесе Э. Олби
- 1985 — «Навеки девятнадцатилетние», [www.lib.ru/PROZA/BAKLANOW/nineteen.txt по повести] Г. Я. Бакланова
- 1996 — «Карамазовы и ад»[13], по пьесе Н. Ю. Климонтовича на темы позднего Ф. М. Достоевского
- 2004 — «Шинель», по повести Н. В. Гоголя

### Московский драматический театр имени М. Н. Ермоловой
- 1986 — «Говори!», инсценировка А. М. Буравского по очеркам В. В. Овечкина «Районные будни»
- 1986 — «Последний посетитель» В. Дозорцева
- 1986 — «Спортивные сцены 1981 года», по пьесе Э. С. Радзинского — пресса
- 1988 — «Второй год свободы», по пьесе А. М. Буравского — программка — резензия
- 1989 — «Приглашение на казнь», по роману В. В. Набокова
- 1991 — «Бесноватая», пьеса Н. Ю. Климонтовича по роману Ф. М. Достоевского «Идиот»

### Центр им. Вс. Мейерхольда
- «Мистерия Сидур» (1992)
- «Нумер в гостинице города NN», по поэме Н. В. Гоголя «Мёртвые души» (1994; Государственная премия РФ, «Хрустальная Турандот» за лучшую режиссуру, «Золотая маска» за лучший спектакль сезона)
- «Превращение» по Ф. Кафке (совместно с театром «Сатирикон», 1995; «Хрустальная Турандот» за лучший спектакль сезона, «Золотая маска» за лучшую мужскую роль)
- «Ещё Ван Гог…»[14][15] (совместно с композитором Александром Бакши, Театром О. Табакова, балетной труппой Андросова «Русские сезоны» и приглашёнными музыкантами О. Ведерниковым, Л. Ходжа-Эйнатяном, В. Пономарёвым и другими, Третий Международный театральный фестиваль имени А. П. Чехова[16][17], 1998)
- «Арто и его двойник» В. Семёновского (2002)

### Александринский театр
- 2003 — «Ревизор» Николая Гоголя
- 2005 — «Двойник» Фёдора Достоевского
- 2006 — «Живой труп» Льва Толстого
- 2008 — «Женитьба» Николая Гоголя
- 2009 — «Ксения. История любви» Вадима Леванова
- 2010 — «Гамлет» Уильяма Шекспира
- 2011 — «Ваш Гоголь» (по произведениям Николая Гоголя)
- 2013 — «Литургия ZERO» по роману Фёдора Достоевского «Игрок»
- 2013 — «Невский проспект. Городские этюды» (по произведениям Николая Гоголя)
- 2014 — «Маскарад. Воспоминания будущего» по драме М. Ю. Лермонтова «Маскарад» и одноимённому спектаклю Вс. Мейерхольда 1917 г.
- 2015 — «Третий выбор» по пьесе Л. Н. Толстого «Живой труп» (вторая редакция спектакля «Живой труп»)
- 2016 — «Сегодня. 2016 — …» по повести К. Фокина «Огонь» (Новая сцена Александринского театра)
- 2016 — «Ваш Гоголь. Последний монолог» (в спектакле использованы тексты Н. В. Гоголя. Новая сцена Александринского театра)
- 2018 — «Швейк. Возвращение» по мотивам романа Я. Гашека. Драматург — Т. Рахманова
- 2018 — «Блаженная Ксения. История любви» по пьесе В. Леванова «Блаженная Ксения Петербургская в житии» (вторая редакция спектакля «Ксения. История любви»)
- 2019 — «Рождение Сталина». В основе сценической композиции — исторические материалы, фрагменты из романа Ф. М. Достоевского «Бесы», а также тексты современных авторов
- 2020 — «Драма на шоссэ. Судебное разбирательство». Онлайн-перформанс по пьесе Б. Акунина. Валерий Фокин — художественный куратор проекта
- 2021 — «Честная женщина» по тексту К. Фокина (Новая сцена Александринского театра)

### Другие театры
- «Лица» М. Мишина (Государственный Театр миниатюр, 1983)
- «С весной я вернусь к тебе» А. Казанцева (Студия О.Табакова, 1978)
- «Последняя ночь последнего царя» Э. С. Радзинского (театральное агентство «БОГИС», 1996)
- «Анекдоты» по произведениям Ф. М. Достоевского, А. В. Вампилова (Театр О. П. Табакова, 1996)
- «Наш человек» А. Н. Островского (Новосибирский академический молодёжный театр «Глобус», 1997)
- «Татьяна Репина» А. П. Чехова (Авиньонский фестиваль совместно с МТЮЗ, 1998)
- «Старосветская любовь» Н. В. Коляды по Н. В. Гоголю (частная антреприза, 1999).
- «Воздушный город»[18] (Новосибирский академический молодёжный театр «Глобус» и драматический театр г. Варны «Стоян Бъчваров», 2000)
- «Пиковая дама» П. И. Чайковского (Большой театр России. Новая сцена)

### Зарубежные театры
- В. Розов «Четыре капли» (Театр им. Кохановского, г. Ополе, Польша, 1976)
- А. Вампилов «Старший сын» (Театр имени Кохановского, г. Ополе, Польша, 1978)
- Н. Гоголь «Ревизор» (Театр имени Ст. Ярача, Лодзь, Польша, 1980)
- А. Вампилов «Старший сын» (Национальный театр г. Печ, Венгрия, 1984)
- А. Вампилов «Прошлым летом в Чулимске» (Театр Хаюдза, Токио, Япония, 1987)
- А. Вампилов «Прошлым летом в Чулимске» (Актёрский театр, Сент-Пол, США, 1989)
- Н. Климонтович «Идиот» (по Ф. Достоевскому) (Театр Хаюдза, Токио, Япония, 1989)
- М. Горький «Васса Железнова» (2-й вариант) (Театр «Три-бюне», Штутгарт, Германия, 1991)
- Н. Гоголь «Женитьба» (Театр имени Ст. Ярача, Лодзь, Польша, 1991)
- Л. Устинов «Змеиный остров» (Театр «Ам Ноймаркт», Цюрих, Швейцария, 1992)
- Н. Гоголь «Мёртвые души» (Театр имени Ю. Словацкого, Краков, Польша, 1993)
- М. Горький «Васса Железнова» (Высшая актёрская школа, Краков, Польша, 1993)
- Ф. Достоевский «Бобок» (Театр имени Ю. Словацкого, Краков, Польша, 1993)
- А. Островский «Наш человек» (Театр имени Ю. Словацкого, Краков, Польша, 1994)
- А. Островский «Наш человек» (по пьесе «На всякого мудреца довольно простоты») (Театр Польский, Вроцлав, Польша, 1998)
- А. Чехов «Три сестры» (Финский Национальный театр, Хельсинки, 1999 — Специальный приз Х Международного театрального фестиваля «Балтийский Дом»)
- А. Чехов «Свадьба» (Театр имени Ст. Ярача, Лодзь, Польша, 2001)
- Эсхил «Семеро против Фив» (Дюссельдорфский драматический театр, Германия, 2002)
- Ф. Кафка «Превращение» (Театральный Центр в Сидзуоке, Япония, 2003)
- Н. В. Гоголь «Женитьба» (Центр искусств Арко, Сеул, Южная Корея, 2005)
- «Троянки» по трагедии Еврипида (премьера состоялась на сцене античного амфитеатра Археологического парка Pausilypon в рамках театрального «Наполи фестиваль» (Napoli Teatro Festival Italia) 2 июня 2016 года, спектакль создан в соавторстве с режиссёром Н. Рощиным)
- «Крокодил» (A Krokodilus) по рассказу Ф. М. Достоевского (Венгерский Национальный театр (Nemzeti Színház), Будапешт, 2016)

## Фильмография (неполная)
- 1974 — «Домби и сын» (по Ч. Диккенсу)
- 1976 — «Иван Фёдорович Шпонька и его тётушка» (по Н. В. Гоголю)
- 1978 — «Кузен Понс» (по О. Бальзаку)
- 1982 — «Транзит» (по сценарию Л. Г. Зорина)
- 1982 — «Тамбовская казначейша» (по М. Ю. Лермонтову)
- 1983 — «Басни» (по И. А. Крылову)
- 2002 — «Превращение»
- 2021 — «Петрополис»

## Награды и премии
- Заслуженный деятель искусств Польши (1979).
- Заслуженный артист РСФСР (12 июня 1984 года).
- Государственная премия РСФСР имени К. С. Станиславского (1987) — за постановку спектакля «Говори…» по В. В. Овечкину на сцене МАДТ имени М. Н. Ермоловой.
- Государственная премия Российской Федерации в области литературы и искусства 1994 года (в области театрального искусства) (29 мая 1995 года) — за спектакль Творческого центра имени Всеволода Мейерхольда «Нумер в гостинице города NN» (Н. В. Гоголь «Мёртвые души»)[19].
- Народный артист Российской Федерации (29 января 1996 года) — за большие заслуги в области искусства[20].
- Государственная премия Российской Федерации в области литературы и искусства 2000 года (в области просветительской деятельности) (6 июня 2001 года) — за сохранение, изучение и развитие творческого наследия Всеволода Мейерхольда, создание Театрально-культурного центра имени Всеволода Мейерхольда[21].
- Государственная премия Российской Федерации в области литературы и искусства 2003 года (в области театрального искусства) (12 июня 2004 года) — за спектакль Государственного академического театра драмы имени А. С. Пушкина (Александринского) «Ревизор» по пьесе Н. Гоголя[22].
- Благодарность мэра Москвы (17 февраля 2006 года) — за большие творческие достижения в развитии театрального искусства, активную общественную деятельность и в связи с 60-летием со дня рождения[23].
- Орден «За заслуги перед Отечеством» IV степени (28 февраля 2006 года) — за большой вклад в развитие отечественного театрального искусства и многолетнюю творческую деятельность[24].
- Благодарность Президента Российской Федерации (27 июня 2007 года) — за большой вклад в развитие театрального искусства[25].
- Знак отличия «За безупречную службу городу Москве» XL лет (8 октября 2008 года) — за многолетнюю плодотворную работу по развитию театрального искусства в городе Москве[26].
- Орден «За заслуги перед Отечеством» III степени (2 июня 2010) — за большой вклад в развитие отечественного театрального искусства и многолетнюю творческую деятельность[27].
- Международная премия «Балтийская звезда» (2010)[28].
- Благодарность мэра Москвы (24 февраля 2011 года) — за большой вклад в развитие театрального искусства и в связи с 65-летием со дня рождения[29].
- Почётная грамота Президента Российской Федерации (22 ноября 2011 года) — за большие заслуги в развитии отечественной культуры и многолетнюю плодотворную деятельность[30].
- Орден «За заслуги перед Отечеством» II степени (18 января 2016 года) — за большой вклад в развитие отечественной культуры и театрального искусства[31].
- Премия Правительства Российской Федерации в области культуры (7 февраля 2017 года) — за создание спектакля «Маскарад. Воспоминания будущего» по драме М. Ю. Лермонтова «Маскарад» и спектаклю Всеволода Мейерхольда 1917 года[32].
- Офицер ордена Звезды Италии (1 января 2017 года, Италия)[33][34].
- Орден «За заслуги перед Отечеством» I степени (6 февраля 2021) — за большой вклад в развитие отечественной культуры и искусства, многолетнюю плодотворную деятельность[35].
- Орден Искусств и литературы (12 ноября 2021 года, Франция) — за внимание к искусству 5-й республики и за выдающийся вклад в укрепление национальных отношений[36].
- Лауреат премии «Золотая маска» в номинации «За выдающийся вклад в развитие театрального искусства» (2022)[37].